# Le Tailleur de Panama (film)
Cet article concerne le film. Pour le roman original, voir Le Tailleur de Panama.
Pour plus de détails, voir Fiche technique et Distribution.
The Tailor of Panama ou Le Tailleur de Panama au Québec est un film d'espionnage américano-irlandais réalisé par John Boorman, sorti en 2001. Il s'agit d'une adaptation cinématographique du roman du même nom de John le Carré publié en 1996.
Le film est exploité en France avec son titre original The Tailor of Panama, même s'il y était fait communément référence, notamment dans la presse, avec le titre français du roman d'origine. Ce n'est qu'au Québec que l'affiche et le générique comportaient un titre français.

## Synopsis
Andy Osnard, espion britannique cynique et machiste, est renvoyé d'un poste à Madrid pour avoir eu une aventure avec la maîtresse d'un ministre local. Il est alors envoyé à Panama à titre de sanction. Cherchant à se faire bien voir en dévoilant une affaire d'importance, il prend contact avec un certain Harry Pendel. Ce dernier est un tailleur d'origine britannique qui, par ses fonctions, est en contact avec toutes les sommités locales. De plus, Harry Pendel est un expert en mensonges : il se fait passer pour le successeur d'un tailleur prestigieux de Savile Row à Londres alors qu'il n'est en réalité qu'un petit escroc autodidacte. Osnard profite de ce talent pour pousser le tailleur à inventer de toutes pièces un complot des autorités locales pour reprendre le contrôle du canal, ce qui nuirait aux intérêts britanniques et américains, ainsi qu'un projet de révolution populaire qui serait conduite par Mickey Abraxas, un ancien rebelle aujourd'hui alcoolique. Andy Osnard promet de l'argent à Pendel, qui pourra ainsi payer ses dettes et conserver une ferme qu'il avait acquise avec l'héritage de sa femme Louisa, mais aussi aider Mickie qui est son ami.

## Fiche technique
Sauf indication contraire, les informations mentionnées dans cette section peuvent être confirmées par la base de données cinématographiques IMDb,  présente dans la section « Liens externes ».
- Titre original et français : The Tailor of Panama
- Titre québécois : Le Tailleur de Panama
- Réalisation : John Boorman
- Scénario : John le Carré, Andrew Davies et John Boorman, d'après le roman Le Tailleur de Panama de John le Carré
- Direction artistique : Sarah Hauldren
- Décors : Derek Wallace
- Costumes : Maeve Paterson
- Photographie : Philippe Rousselot
- Montage : Ron Davis
- Musique : Shaun Davey
- Production : John Boorman

Coproducteur : Kevan Barker
Producteur délégué : John le Carré
- Société de production : Merlin Films
- Distribution : Columbia Pictures (États-Unis), Columbia TriStar Films (France)
- Pays d'origine :  États-Unis,  Irlande
- Format : Panavision, 35 mm, 2,35:1 (couleurs, son Dolby numérique et SDDS)
- Genre : thriller, espionnage, drame
- Durée : 109 minutes
- Budget : 21 millions de dollars[1]
- Dates de sortie[2] : 
  - Allemagne : 11 février 2001 (Berlinale 2001 - sélection officielle)
  - États-Unis : 30 mars 2001
  - France : 30 mai 2001
- Classification :

France : tout public

## Distribution
- Pierce Brosnan (VF : Emmanuel Jacomy) : Andrew « Andy » Osnard
- Geoffrey Rush (VF : Jean-Luc Kayser) : Harold « Harry » Pendel
- Jamie Lee Curtis (VF : Micky Sébastian) : Louisa Pendel
- Leonor Varela (VF : Ethel Houbiers) : Marta
- Brendan Gleeson (VF : Rafael Gozalbo) : Michelangelo « Mickie » Abraxas
- Harold Pinter : oncle Benny
- Catherine McCormack : Francesca Deane
- Daniel Radcliffe : Mark Pendel
- Lola Boorman : Sarah Pendel
- David Hayman (VF : Jean-Claude Lecas) : Luxmore
- Mark Margolis : Rafi Domingo
- Martin Ferrero (VF : François Dunoyer) : Teddy, le reporter
- John Fortune (en) : Maltby
- Martin Savage (en) (VF : Pierre Tessier) : Nigel Stormont
- Edgardo Molino : Juan-David
- Jon Polito : Ramón Rudd, le banquier
- Jonathan Hyde (VF : Bernard Alane) : Henry Cavendish
- Dylan Baker (VF : Dominique Collignon-Maurin) : le général Dusenbaker
- Ken Jenkins : Morecombe

 Source et légende : version française (VF) sur RS Doublage et selon le carton du doublage français sur le DVD zone 2.

## Production

### Genèse et développement
Le scénario est inspiré du roman Le Tailleur de Panama de John le Carré, publié en 1996. L'auteur participe à l'écriture du scénario avec Andrew Davies et le réalisateur John Boorman. L'intrigue du film est transposée au présent alors que celle du roman se déroulait dans les années 1990. John Boorman évoque sa collaboration avec l'écrivain :

« Nous avons travaillé en étroite collaboration sur le scénario. John le Carré avait été déçu par plusieurs des premières tentatives d'adaptation de ses livres au cinéma, souvent parce qu'elles étaient trop respectueuses des romans. J'ai mis le scénario en forme à partir du livre et d'un premier long scénario écrit par le Carré. Il m'a poussé à réinventer son histoire et a encouragé les changements souvent radicaux que j'y ai apportés. “Faire un film à partir d'un livre, m'a-t-il dit, c'est comme faire un bouillon cube à partir d'un bœuf…”. En d'autres termes, le film devait être l'essence, le tout dans sa globalité étant trop indigeste… »

— John Boorman

### Attribution des rôles
John Boorman dirige ici Pierce Brosnan pour la première fois. L'acteur avait pourtant passé une audition, sans succès, pour Excalibur (1981).
Ce film marque les débuts au cinéma de Daniel Radcliffe, qui n'avait alors tourné que le téléfilm David Copperfield (1999). Il se fait connaitre du grand public peu de temps après avec le rôle de Harry Potter dans la série de films du même nom.
John Boorman dirige ici l'une de ses filles, Lola, qui interprète Sarah Pendel. Par ailleurs, on peut voir une apparition du dramaturge Harold Pinter, qui n'a joué que dans très peu de films.

### Tournage
Le tournage a lieu de mars à mai 2000. Il se déroule au Panama : dans la ville de Panama (notamment son centre historique), au lac Gatún, le canal . Le tournage a également lieu en Irlande dans les studios Ardmore de Bray.

## Musique
Outre la musique originale de Shaun Davey, on peut entendre dans le film : Mickie's Street de Ventura Dríguez, Carnaval Dance de Jorge Manuel (en), Picadillo Panameño de Tony Muñoz, Two Oceans Salsa et Techno N-Trance de Dino Nugent ou encore The Pick Up Dance de Jorge Reyes.

## Accueil

### Critique
Le film reçoit des critiques globalement positives. Sur l'agrégateur américain Rotten Tomatoes, il récolte 77% d'opinions favorables pour 116 critiques et une note moyenne de 6,81⁄10. Sur Metacritic, il obtient une note moyenne de 66⁄100 pour 31 critiques.
En France, le film obtient une note moyenne de 3,6⁄5 sur le site AlloCiné, qui recense 24 titres de presse.

### Box-office
Le film obtient un faible succès, ne récoltant qu'un peu plus de 28 millions de dollars dans le monde pour un budget d'environ 21 millions.
| Pays ou région    | Box-office      | Date d'arrêt du box-office | Nombre de semaines |
| ----------------- | --------------- | -------------------------- | ------------------ |
| États-Unis Canada | 13 729 742 $    | 12 juillet 2001            | 15                 |
| France            | 423 334 entrées | -                          | -                  |
| Total mondial     | 28 008 462 $    | -                          | -                  |